# Yvetot
Yvetot is een gemeente in het Franse departement Seine-Maritime (regio Normandië) en telt 10.770 inwoners (1999). De plaats maakt deel uit van het arrondissement Rouen.

## Geografie
De oppervlakte van Yvetot bedraagt 7,5 km², de bevolkingsdichtheid is 1436,0 inwoners per km².

## Geschiedenis
De naam Yvetot gaat terug op een onbekende persoon met de naam Yvo, en  het Oudnoordse -toft, wat voor: huis, bewoonde plaats, grote boerderij staat. 

### Het koninkrijk Yvetot
Yvetot vormde in de middeleeuwen met een drietal nabije dorpen een allodium, een gebied waarvan de heer geen leenheer had en feitelijk volledig soeverein was. Dergelijke allodia kwamen meer voor, maar het bijzondere van Yvetot was, dat de heer zich koning noemde.  
Over de oorsprong van dit "koninkrijk" bestaan meerdere verhalen, die echter als verzinsels moeten worden beschouwd. Vast staat dat dat de Normandische autoriteiten de koningstitel in 1392 erkenden, hetgeen bevestigd werd door koning Lodewijk XI van Frankrijk in 1464.
De koningen van Yvetot stonden onder geen enkel hoger gezag tot 1555. Toen verordende de Franse koning Hendrik II dat het Parlement van Normandië het recht van hoger beroep had op de vonnissen van het gerecht in Yvetot. Sindsdien werd Yvetot als een prinsdom beschouwd, onder Franse soevereiniteit (zoals er in Frankrijk wel meer waren), hoewel de prinsen van Yvetot zich soms nog koningen bleven noemen.  Zelfs Lodewijk XIV zei bij een bezoek aan het stadje schertsend dat hij daar niet "Sire" moest worden genoemd, maar wel "zijn broeder van Yvetot". 
Door de afschaffing van de adellijke privileges in 1789 kwam er een einde aan het prinsdom Yvetot, maar het mini-koninkrijk kwam later nog wel voor in gedichten en toneelstukken.  

### Latere tijd
Vanaf de 17e eeuw was de textielnijverheid de belangrijkste inkomstenbron van Yvetot; later, in de loop van de 19e eeuw, maakte deze plaats voor het drukkerijbedrijf.
Yvetot had veel te lijden van oorlogshandelingen tijdens de Frans-Duitse Oorlog (1871) en de Tweede Wereldoorlog, o.a.  toen het stadje in 1940 door Duitse troepen verwoest werd.

## Bezienswaardigheden
- De in 1956 gebouwde kerk St-Pierre, een rond gebouw met opvallende, moderne, glas-in-loodvensters.
- De natuur in de omgeving, er zijn zowel wetlands als wadden, bossen en weidegebieden te vinden, alles beheerst door de Seine die hier dicht bij haar monding in zee is.

## Verkeer en vervoer
- Op Station Yvetot stopt de sneltrein Le Havre - Parijs regelmatig en daarnaast  1 x per uur een stoptrein naar Elbeuf.

De onderstaande kaart toont de ligging van Yvetot met de belangrijkste infrastructuur en aangrenzende gemeenten.

## Demografie
Onderstaande figuur toont het verloop van het inwonertal (bron: INSEE-tellingen).

## Geboren in Yvetot
- Louis Jean Pierre Vieillot (1748-1830), natuuronderzoeker